# Анікщяйський регіональний парк
Анікщяйський регіональний парк охоплює 15485 га в північно-східній Литві поблизу міста Анікщяй. Він був заснований в 1992 році для збереження природних і культурних територій.
У парку знаходяться музей коней, Миза Бурбішкіс, археологічні пам'ятки, пов'язані з королем Литви Міндовгом, та вузькоколійка. До його культурних пам'яток належать будинок автора Антанаса Баранаускаса.